# Wyman Guin
Wyman Woods Guin (geboren am 1. März 1915 in Wanette, Oklahoma; gestorben am 19. Februar 1989 in Montclair, New Jersey) war ein amerikanischer Science-Fiction-Autor.

## Leben
Guin war der Sohn von Joel Guin und Marie, geborene Menasco. Er arbeitete ab 1938 für die Pharmafirma Lakeside Laboratories in Milwaukee, anfangs als pharmazeutischer Techniker, dann als Werbetexter, Werbeleiter und schließlich als Abteilungsleiter für Marketing. Von 1962 bis 1964 war er stellvertretender Vorstand bei Medical Television Communications und ab 1964 Leiter in der Projektplanung L.W. Erollch & Co/Intercon International.
Guin heiratete 1939 Jean Adolph, mit der er zwei Kinder hatte. Nach dem Tod von Jean Guin 1955 heiratete er 1956 Valerie Carlson, mit der er weitere drei Kinder hatte.
Im Nebenberuf schrieb Guin Science-Fiction und 1950 erschien eine erste Kurzgeschichte Trigger Tide in Astounding. Es folgte 1951 die Erzählung Beyond Bedlam in Galaxy, wo ein Großteil seiner Kurzgeschichten erscheinen sollte. Beyond Bedlam beschreibt eine Gesellschaft der Zukunft, in der durch eine drogeninduzierte Persönlichkeitsspaltung psychische Konflikte eliminiert sind, allerdings Leidenschaft und Kreativität ebenfalls. Guin hat zwar einen Roman (The Standing Joy, 1969) geschrieben, wird aber hauptsächlich wegen seiner acht Kurzgeschichten geschätzt, die 1967 in Living Way Out gesammelt erschienen.
2013 wurde Guin postum der Cordwainer Smith Rediscovery Award für zu Unrecht vergessene Autoren verliehen.

## Bibliographie
Roman
- The Standing Joy (1969)

Sammlung
- Living Way Out (1967, auch als Beyond Bedlam, 1973)

Kurzgeschichten
- Trigger Tide (1950, auch als Norman Menasco)
- Beyond Bedlam (1951)
  - Deutsch: Jenseits allen Wahns. In: Werner Fuchs (Hrsg.): Licht- und Schattenjahre. Knaur Science Fiction & Fantasy #5838, 1986, ISBN 3-426-05838-3.
- My Darling Hecate (1953)
- The Root and the Ring (1954)
- Volpla (1956)
  - Deutsch: Volpla-Gleiter. In: Lothar Heinecke (Hrsg.): Galaxis Science Fiction #12. Moewig, 1959. Auch als Exodus in: Walter Spiegl (Hrsg.): Science-Fiction-Stories 74. Ullstein 2000 #148 (3544), 1978, ISBN 3-548-03544-2.
- The Delegate from Guapanga (1964)
  - Deutsch: Der Abgesandte von Guapanga. In: Isaac Asimov, Martin H. Greenberg (Hrsg.): Wahltag 2090. Bastei Lübbe Paperback #28181, 1989, ISBN 3-404-28181-0.
- A Man of the Renaissance (1964)
- The Evidence for Whooping Cranes (1973)